# Desert Call
Desert Call è il secondo album in studio del gruppo progressive metal tunisino Myrath, pubblicato il 25 gennaio 2010 in Europa dalla XIII Bis Records e il 26 gennaio 2010 dalla Nightmare Records a livello mondiale. È il primo album che vede Zaher Zorgati alla voce,

## Sviluppo
I lavori dell'album iniziarono poco dopo l'entrata del cantante Zaher Zorgati nella formazione, in sostituzione a Tarek Idouani. Zorgati ha una voce più dolce rispetto a Idouani, quindi il suono del gruppo venne modificato. Lo stile progressive metal del gruppo venne affiancato dalle musicalità tipiche arabe e da passaggi orchestrali. Vennero anche utilizzati musicisti in studio per suonare il Darbouka, uno strumento tipico della cultura tunisina.
Le registrazioni iniziarono nel novembre 2009 in uno studio in Tunisia con Kevin Codfert, tastierista degli Adagio, come produttore. Al tempo il gruppo non aveva alcun contratto discografico e la pubblicazione dell'album venne ritardata di un anno. Nel giugno 2009 il gruppo firmò un contratto con la francese XIII Bis Records, una sussidiaria della Sony Music, per la distribuzione in Europa. La distribuzione mondiale venne affidata alla Nightmare Records.
Tutti i testi dell'album sono stati scritti da Aymen Jaouadi, un amico del gruppo. I testi vennero scritti dopo la composizione della musica, in modo che si adattassero alla musica; tutti i testi trattano di problemi sociali.
La versione pubblicata dalla XIII Bis Records contiene una versione in arabo di Forever and a Day; la versione della Nightmare Records contiene esclusivamente la versione in inglese.
Prima della pubblicazione dell'album, venne pubblicato un videotrailer e un estratto audio del brano Forever and a Day sul profilo Myspace del gruppo.

## Tracce
1. Forever and a Day – 5:41
2. Tempests of Sorrows – 4:42
3. Desert Call – 7:00
4. Madness – 6:18
5. Silent Cries – 10:48
6. Memories – 4:53
7. Ironic Destiny – 5:44
8. No Turning Back – 5:38
9. Empty World – 7:06
10. Shockwave – 7:15